# Carlos Westendorp Cabeza

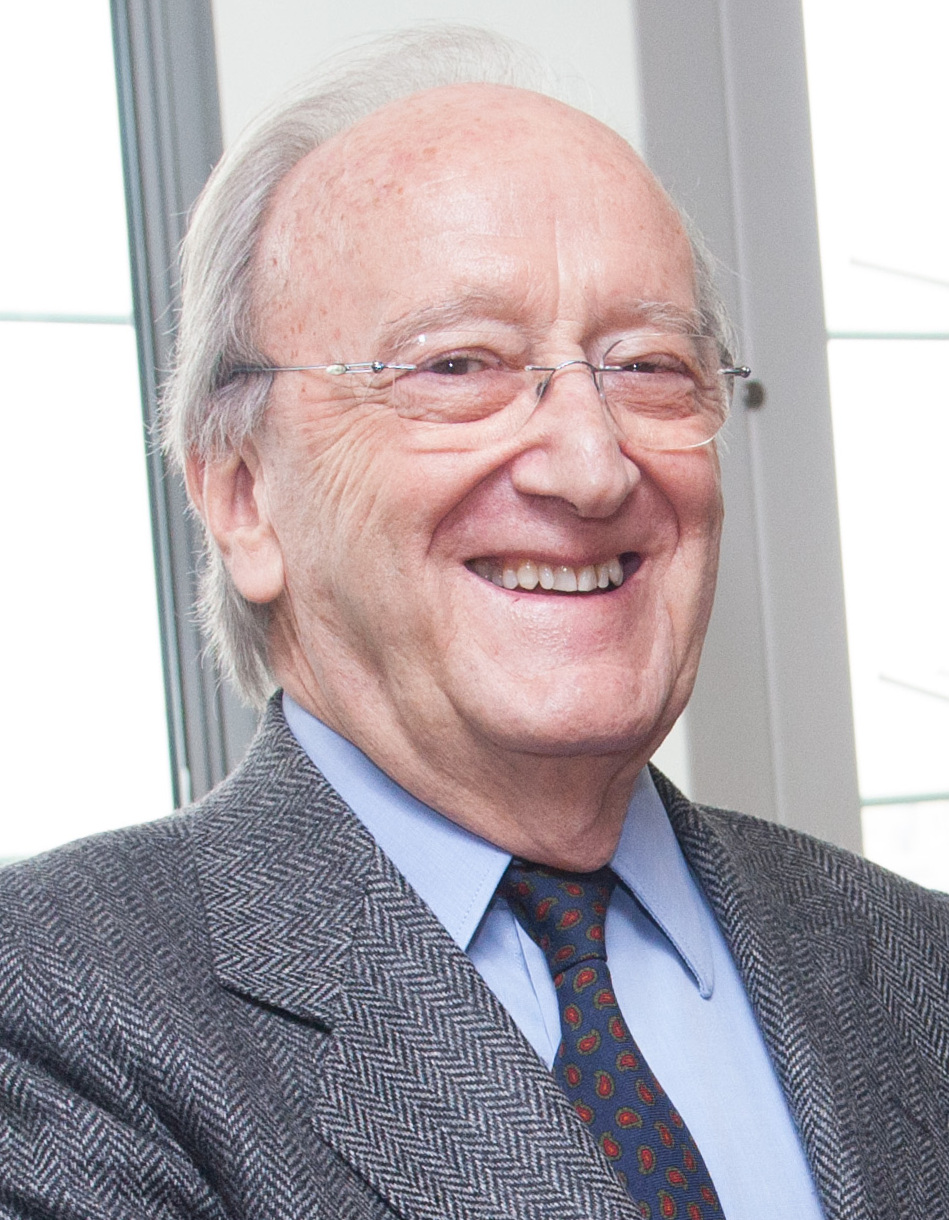
Carlos Westendorp (2013)

Carlos Westendorp Cabeza (* 7. Januar 1937 in Madrid) ist ein spanischer Diplomat und Politiker, der von 1995 bis 1996 Außenminister seines Landes war. Zwischen Juni 1997 und Juli 1999 vertrat er als Hoher Repräsentant die internationale Staatengemeinschaft in Bosnien und Herzegowina. Westendorp setzte 1998, nachdem sich das Parlament nicht einigen konnte, aufgrund seiner umfangreichen Machtbefugnisse das gegenwärtige Design der bosnisch-herzegowinischen Flagge durch.
Unter seinem Vorsitz wurde 1995 eine nach ihm benannte Expertengruppe (die Westendorp-Gruppe) eingesetzt, die die Regierungskonferenz 1996 vorbereitete und den Regierungschefs Verhandlungsvorschläge unterbreitete, u. a. zur geplanten Erweiterung der EU. Der Abschlussbericht der Reflexionsgruppe wurde am 5. Dezember 1995 vorgelegt.
Bei der Europawahl 1999 kandidierte er für die PSOE und errang ein Mandat im Europäischen Parlament, welches er bis 2003 ausübte. Von 2004 bis 2008 bekleidete er das Amt des spanischen Botschafters in den Vereinigten Staaten.